# مؤسسة خوسيه مانويل لارا
مؤسسة خوسيه مانويل لارا (بالإسبانية: Fundación José Manuel Lara)‏ هي مُؤسسة خاصة غير ربحية أُنشئت عام 1992 ويقع مقرها في إشبيلية. كرست هدفها لنشر الثقافة وتعزيز القراءة ودعم التعليم والكتاب الأندلسيين. أسسها الرئيس السابق لمجموعة بلانيتا وأتريسميديا خوسيه مانويل لارا بوستش ويرأسها خوسيه مانويل لارا جارثيا.